# 슈테파니 튀킹
슈테파니 튀킹(독일어: Stefanie Tücking, 1962년 4월 1일 ~ 2018년 11월 1일)은 독일의 라디오 진행자이자 텔레비전 진행자이다.